# Avazan
Avazan (en arménien Ավազան ; anciennement Gyosu) est une communauté rurale du marz de Gegharkunik, en Arménie. Elle compte 216 habitants en 2008.